# Anastoechus elegans
Anastoechus elegans är en tvåvingeart som beskrevs av Paramonov 1930. Anastoechus elegans ingår i släktet Anastoechus och familjen svävflugor.
Artens utbredningsområde är Turkmenistan. Inga underarter finns listade i Catalogue of Life.